# Émilie Gamelin

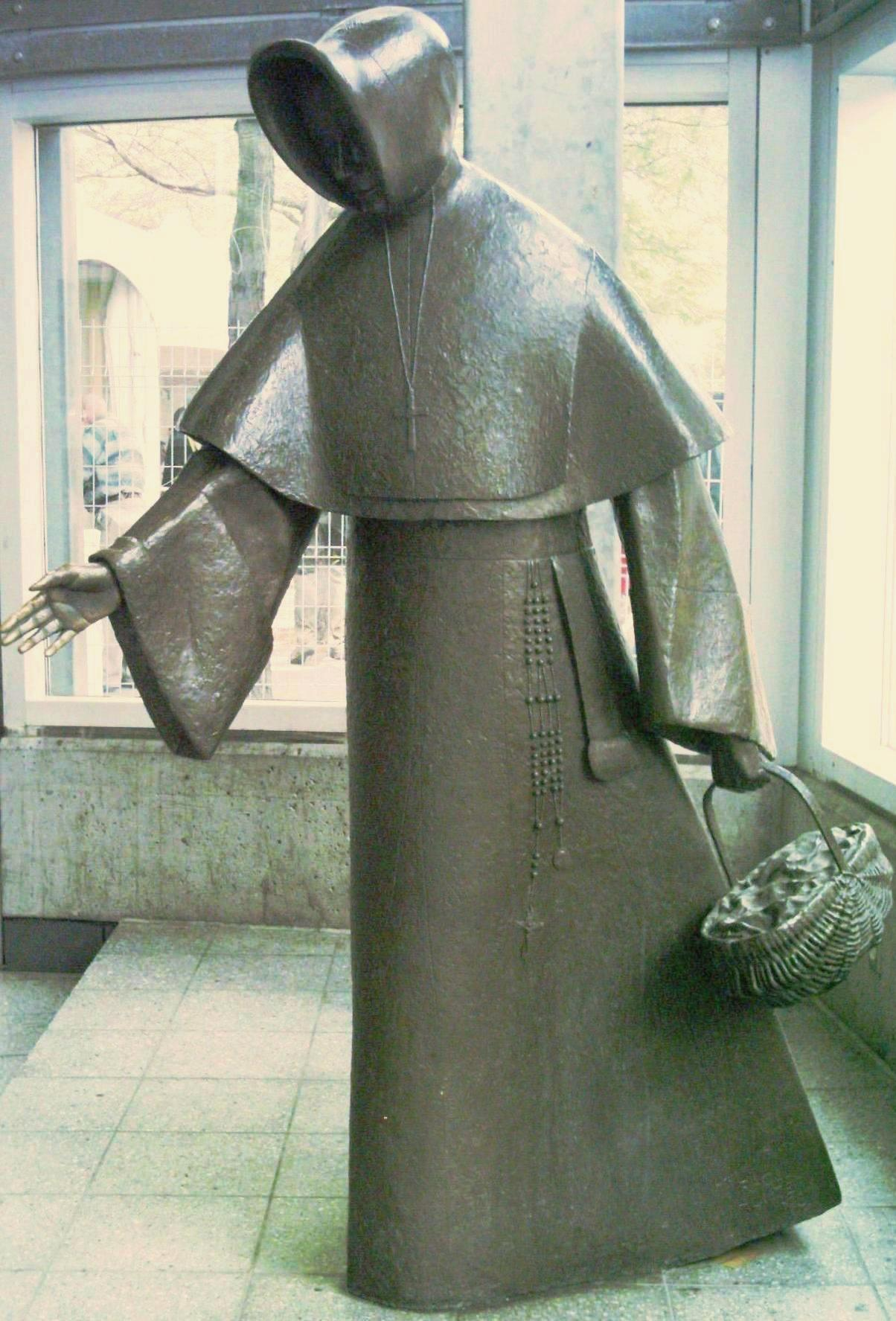
Émilie Gamelin, Statue von Raoul Hunter in der Montrealer Metrostation Berri-UQAM

Émilie Gamelin, geborene Tavernier (* 19. Februar 1800 in Montreal, Kanada; † 23. September 1851 daselbst) war Ordensschwester und Gründerin der Sœurs de la charité de la Providence (Congregatio Sororum a Providentia S.P.) (Deutsch: Kongregation der Schwestern der Vorsehung) und wurde 2001 von der katholischen Kirche seliggesprochen.

## Leben
Schon in jungen Jahren begann sie den Armen zu helfen. Obwohl sich Émilie Tavernier zum religiösen Leben hingezogen fühlte, heiratete sie im Jahr 1823 den wohlhabenden Jean-Baptiste Gamelin, der ihre Werke der Nächstenliebe unterstützte. Er starb nach nur vier Jahren Ehe. Sie widmete sich fortan ausschließlich karitativen Arbeiten in Montreal, zunächst mit den Ladies of Charity, und nahm alte Frauen in Not bei sich zu Hause auf. Ihr erster Gast war 102 Jahre alt, doch bald kamen mehr. Ebenso widmete sie sich der Pflege der Gefangenen. Ihr Werk wurde immer größer und sie kaufte größere Häuser für die Aufnahme der Bedürftigen. 1833, während einer Cholera-Epidemie, besuchte sie die Kranken und begann, Waisenkinder zu betreuen. Immer mehr erhielt sie Hilfe für ihre karitative Arbeit von ihren ehemaligen Freundinnen aus der Oberschicht.
Im Jahr 1842 entwarfen der Bischof von Montreal, Ignace Bourget, und der Kanoniker und spätere Bischof Jean-Charles Prince ein Noviziat für Frauen nach dem Modell der Sisters of Charity von Elisabeth Anna Bayley Seton in den Vereinigten Staaten, um die von Émilie Gamelin begonnene Arbeit zu sichern. So wurde die Kongregation der Sœurs de la charité de la Providence am 25. März 1843 gegründet. Sieben Frauen, die schon für Émilie Gamelin arbeiteten, wurden Novizinnen. Émilie Gamelin besuchte Elisabeth Anna Bayley Seton, um die Leitung einer karitativen Anstalt dieser Art zu erlernen. Am 30. März 1844 wurde sie die Oberin in Montreal, als alle Novizinnen die ewigen Gelübde der Armut, Keuschheit und Gehorsam ablegten.

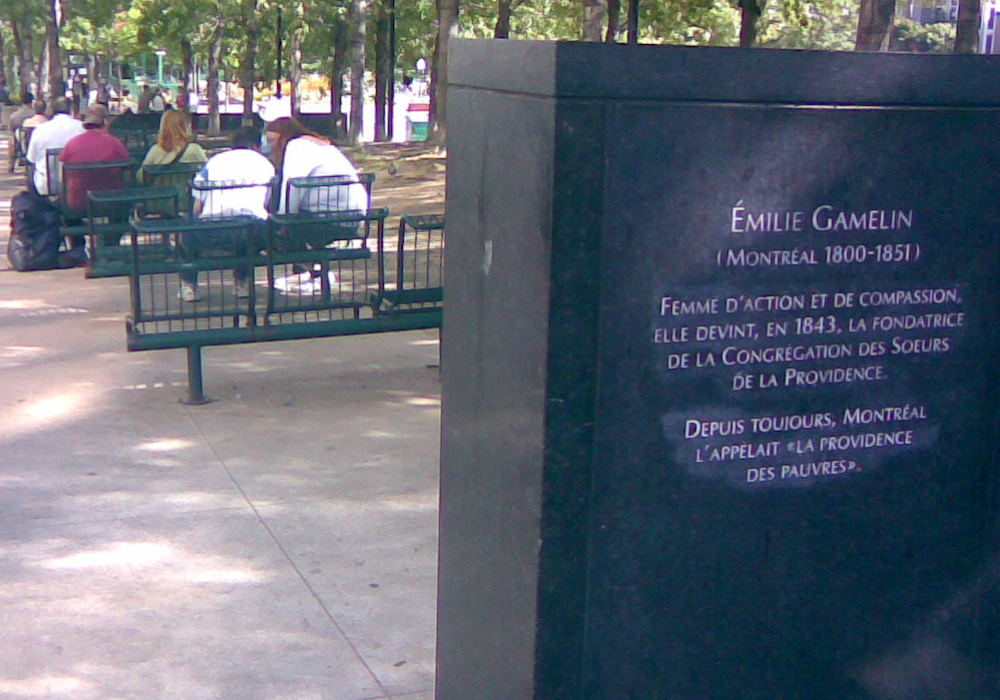
Denkmal im Park Émilie-Gamelin in Montreal

Émilie Gamelin starb während einer Cholera-Epidemie in Montreal am 23. September 1851. Sie wurde am 7. Oktober 2001 durch Papst Johannes Paul II. seliggesprochen.
Ihr Werk breitete sich in der ganzen Welt aus. Die Schwester Joseph du Sacré-Cœur brachte die Kongregation 1856 in die Vereinigten Staaten. In Chile gründete Bernarda Morin im Jahr 1857 mit Erlaubnis aus Montreal eine autonome Niederlassung, die Congregación de las Hermanas de la Providencia en Chile.